# هوارد سكوت وارشو
هوارد سكوت وارشو (بالإنجليزية: Howard Scott Warshaw)‏، من مواليد 30 يوليو 1957 وهو مطور لعبة فيديو ومؤلف أمريكي، اشتهر لصناعة لعبة فيديو رايدرز أوف لوست آرك ويارس وإي تي ذا إكسترا ترستريال.